# تاريخ حلب
تعتبر حلب أكبر مدينة سورية من حيث عدد السكان، اشتهرت حلب الشهباء بأنها مدينة العراقة والعاصمة الاقتصادية لسوريا عبر تاريخها، وهي تقع في شمال غرب سوريا على مقربة من تركيا، تعد حلب إحدى أقدم المدن المأهولة في العالم فهي ماهولة منذ تأسيسها عام 5 آلاف ق.م وعاصرت الكثير من المدن القديمة مثل روما القديمة وبابل ودمشق ونينوى وحماة وغيرها، مرت حلب الشهباء بعدة مراحل واحداث عبر تاريخها العريق.

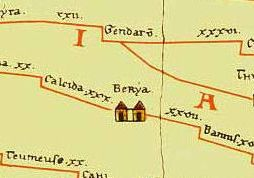
مدينة حلب كما تظهر على إحدى الخرائط القديمة

## عصور ما قبل التاريخ
حلب وبحسب منظمة اليونيسكو للبحوث التاريخية والأثرية هي من أقدم مدن العالم وهي ثاني أقدم مدينة في سوريا بعد دمشق التي تسبقها ببضع آلاف من السنين  حيث يبلغها عمرها حوالي 5 آلاف عام[بحاجة لمصدر] تدل عدة دراسات على أن مدينة حلب ماهولة بالسكان منذ عشرات آلاف السنين السنين مما يجعلها مرجعا للعلماء من كافة أنحاء المعمورة وتشير أغلب المصادر إلى أن باني حلب الأول هو بلوكوش الموصلي أحد ملوك أشور وتحدد فترة حكمه 3962 سنة لآدم أبو البشر. وتم اكتشاف قرية تل مريبط القريبة من وادي الفرات بحلب وفيها اثار تعود للعام 11 الف قبل الميلاد مما يجعلها أقدم منطقة معروفة في سوريا.

## حلب عاصمة المملكة الآمورية: يمحاض
استقرَّ الآموريون في حلب وتوطنوا في حلب، كما فعل فيما بعد العبرانيون والآراميون ثم العرب، وأصبحوا مستقرين بين القرنين التاسع عشر والثاني عشر قبل الميلاد. لقد صحُب استيطانهم نهضة متميزة في المنطقة، فأصبحت حلب عاصمة مملكة يمحاض الكبيرة التي انتشرت في شمال سورية، بين البحر الأبيض المتوسط ونهر الفرات، ومدَّت نفوذها كثيراً؛ إلى الشرق؛ وإنَّ قراءة لوحة مسمارية مرسلة من بابل إلى ماري، تعتير الملك الكبير لدولة يمحاض سيداً على عشرين ملكاً منهم ملك أوغاريت، وبدون شك ملك إيبلا تابعين له.
لقد ذُكرت حلب بتسميتها هذه أيضاً في لوحات ماري المسمارية، إذ أنَّ (زمري ليم) ملك ماري قد تزوج بأميرةٍ حلبية، ابنة الملك (ياريم ليم) ملك حلب حوالي عام: 1780ق.م
لقد بقيت حلب إحدىَ أهم المدن في المنطقة، بينما اختفت المُدن المعاصرة والمُنافسة لها؛ وإنَّ حمورابي ملك بابل حينما احتلَّ ماري في عهد ملكها (زمري ليم) بين عامي: 1764 و1760 ق.م، نهبَ القصر ودمَّره تماماً وهذا يعني أنَّ ماري فقد مكانتها بين مجموع المماليك، وإنَّ الطرق التجارية التي تربط بين سورية ووداي الرافدين لم تعد تمرُّ عبر الفرات، ومعنى هذا أنَّ التدمير قضى على الدور الذي لعبتهُ ماري خلال ألف عام.
ومع ذلك، وقبل نهاية الفترة، فإنَّ الحثين استطاعوا قطع الاتصال بين حلب والبحر الأبيض المتوسط؛ ثمَّ بعد عشرين عاماً احتلوا حلب وقضوا على مملكة يمحاض الكبرى. وبعد عام: 1600 ق.م اتجهوا إلى منطقة الفرات ووصلوا إلى بابل.
لقد جعل الحثيون من إمبراطوريتهم السورية محميّة جيداً، ولتوطيد سلطتهم عينوا أميرين حثيين على حلب وكركميش. وبعد فترة أصبحت حلب مدينة رئيسية دينية لسورية، بينما بقيت كركميش عاصمة سياسية وإدارية.
إنَّ التأثيرات الحثية كانت كبيرة، بحيث استمرت – رغم مشاكل الألف الأول قبل الميلاد – وبرزت حتى العصور اليونانية والرومانية؛ لكونها عاصمةً دينية، فقد بقي تأثيرها قائماً، وتجاوز كثيراً حدود الدولة السورية آنذاك، وإنَّ الإله (هدد) عُرف وعُبِِدَ حتَّى في آشور، وكانت شهرته أكبر من الآلهة المحلية.
في الألف الأول ق.م، وفي المناطق الواقعة بين البحر الأبيض المتوسط ونهر الفرات، والتي كانت تُسيطر عليها حلب ضمن الإمبراطورية الحثية، ازدهرت الحياة الثقافية والفنية نتيجة اختلاط وتنوّع التأثيرات العامة. وقد وُجِدَت كلُّ الجنسيات في جميع المدن الكُبرى: القبارصة والمصريون وسكان بابل والحثيون في أوغاريت؛ وقد استعملت الكتابة الحورية في النصوص الدينية منذ بداية هذه الفترة. أمَّا اللغة الحثيّة فلم تنتشر إلا بين الموظفين من الأناضول وعلى مستوى ضيّق؛ وقد أعتبرت الكتابة الحثية الهيروغليفية عنصراً جمالياً في سورية الشمالية ومنطقة الفرات؛ بينما ساد الفن المصري وحظيت الفنون السورية بالقبول في وادي النيل. وإنَّ الكتابة السومرية التي عُرفت في وادي الرافدين، واللغتين السومرية والبابلية بقيت سائدةً دائماً في الثقافة السورية بسبب التبعية المتواصلة لكتاب مابين النهرين، كما بقيت اللغة البابلية سائدة في منطقة الشرق الأدنى بلا مُنازع.
أمَّا على الصعيد الديني والفكري، فجميع التأثيرات تتوضح وتغني رصيداً محلياً نشطاً. وإنَّ فرعون مصر تحوتمس الثالث (الذي حكم حوالي: 1436-1490 ق.م) والذي وصل بجيشه إلى حلب لتوطيد السلطة المصرية فيها آنذاك.. أمر بكتابة اسم حلب وإيبلا على أحد أعمدة معبد الكرنك في مدينة طيبة.

## بداية العصر البرونزي
لم تكن حلب مدينة خلال الالف الثالث قبل الميلاد بل كانت مركزا لعبادة اله الطقس انذاك، وكانت مملكة مستقلة على روابط وثيقة مع مملكة إبلا، وكان الآكاديون يدعونها أرمان، ويقال ان الاكاد دمرو كل من أرمان وأيبلا في القرن 23 قبل الميلاد، على كل بعض التنقيبات في حلب كشفت ان بعض المناطق المجاورة للمدينة كانت مزدهرة في العصر البرونزي القديم الرابع.

## العصر البرونزي المتوسط
أثناء الحضارة البابلية وازدهارها، تم تسمية حلب بحلبا لأول مرة، وكانت عاصمة العموريين في مملكة يمحاض، وعرفت بمملكة حلب وكانت إحدى أقوى ممالك المنطقة، ثم تم تدمير يمحاض من قبل الحثيين تحت قيادة مرسيليس الأول في القرن الـ 16 قبل الميلاد، إلا أنها مالبثت ان استعادت دورها بعدما خف النفوذ الحيثي في المنطقة.

## العصر البرونزي المتأخر
قام الملك الميتاني بارشطار ملك إحدى الممالك الحورية باستغلال الفراغ الناجم عن ضعف الحثيين، وغزا حلب في القرن ال 15 عشر قبل الميلاد، لتجد حلب نفسها على خط المواجهة ما بين مملكة مصر ومملكة الميتانيين وليستيعد الملك الحثي سبليلماس الأول حلب من بين أيدي الميتانيين في القرن 14 قبل الميلاد، فقد كان لحلب أهمية مقدسة لدى الحثيين وغدت مركز عبادة إله العاصفة المقدس.

## العصر الحديدي
أصبحت حلب جزء من مملكة تل رفعت إحدى الممالك الآرامية بعد انهيار الحيثيين في القرن 12 قبل الميلاد، لتصبح بعد ذلك هي العاصمة للمملكة الآرامية. في نهايات القرن 9 قبل الميلاد، أصبحت حلب قسماً من الامبراطورية الآشورية الثانية، قبل أن تسقط في يد المملكة البابلية الثانية، والامبراطورية الأخمينيية الفارسية.

## العهد الهيليني والروماني والفارسي
ستولى الإسكندر المقدوني على المدينة عام 333 ق.م، ليقيم سلوقس نيكاتور مستعمرةً هيلينية في المدينة بين 301-286 قبل الميلاد، وسماها بيرويا على اسم مدينة بيرويا في مقدونيا. تاسست خلالها المدينة من جديد، استمرت بيرويا تحت حكم السلوقيين مدة 300 عام حتى سلمها آخر سلالتهم للقائد بومبيوس الكبير عام 64 قبل الميلاد، وأصبحت جزءاً من مقاطعة سوريا الرومانية. ظلت المدينة تحت الحكم الروماني ثلاثة قرونٍ أخرى، رغم أن روما لم تفرض عليها أسلوب الإدراة الرومانية نظراً لأنها مقاطعة إغريقية قديمة يتكلم سكانها اللغة اليونانية. كانت حلب وقتها أو بيرويا المدينة الثانية من حيث الأهمية في سوريا بعد أنطاكية في القرن 6. وتحفل المنطقة بالعديد من اللقى الأثرية والأديرة والكنائس لعل أشهرها دير مار سمعان العمودي أو سان سيمون[بحاجة لمصدر]، وضريح مار مارون حيث يوجد قبر مؤسس الطائفة القديس مارون في منطقة براد غرب حلب. ذكرت بيرويا أيضاً مرتين في العهد القديم في السفر 3:13، حافظت حلب على اسمها القديم «بيرويا» في العهد الروماني واستعادت اسمها في العهد البيزنطي، وفي عام (540) م استطاع الملك الساساني (خسرو / كسرى) الأول فتحها فخربها وتركها قاعاً صفصفا ثم أعيد بناء المدينة في عهد جستنيان البيزنطي (عام 518-565) وحصنها بسور مبني من حجر.

## العهد الإسلامي

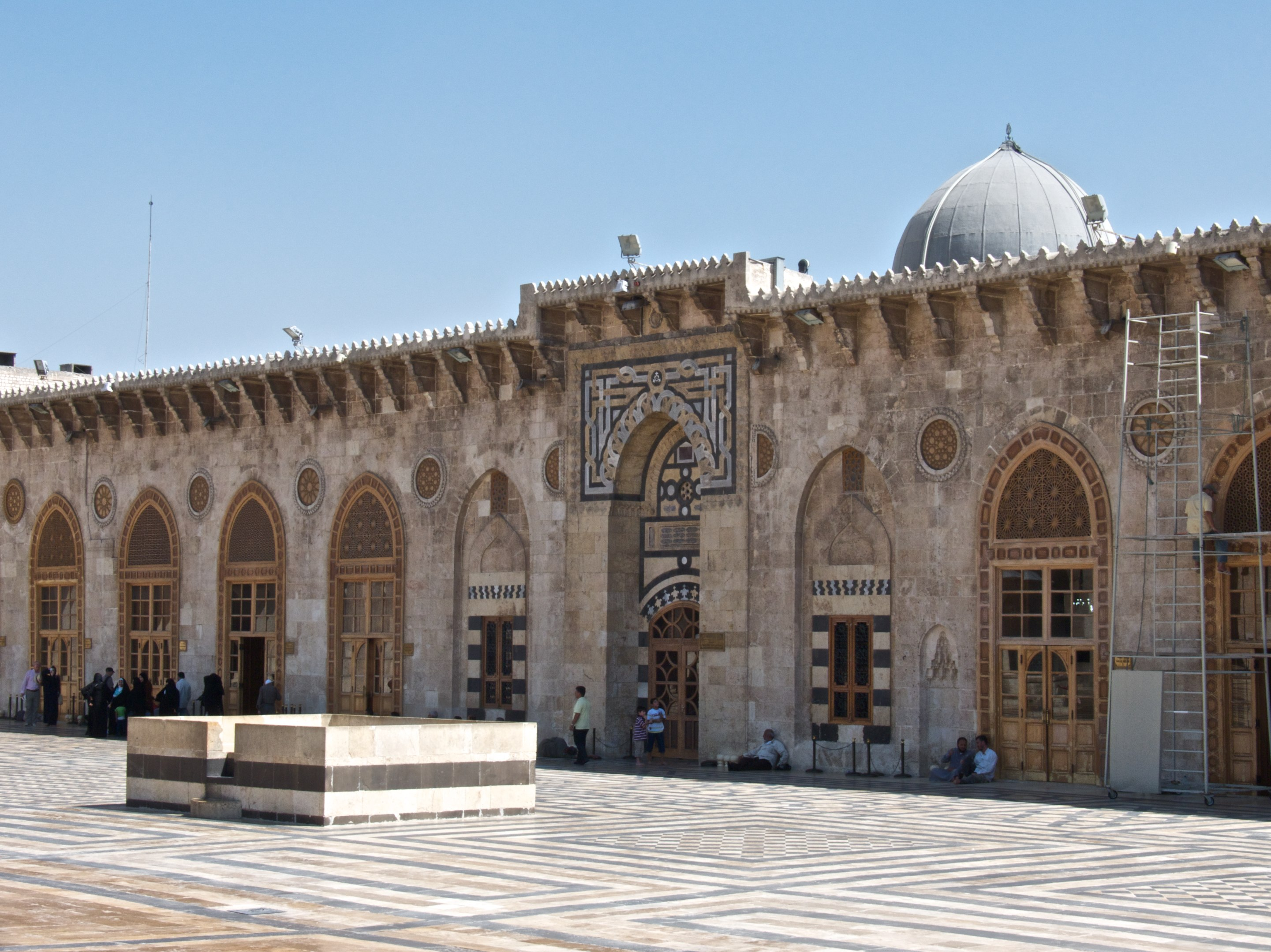
الجامع الاموي بحلب أحد الجوامع التي بنيت في العهد الإسلامي

كانت مرحلة مفصلية في تاريخ حلب عندما دخلت إليها جيوش المسلمين بقيادة خالد بن الوليد من باب انطاكية عام 637 م، واستطاع الفاتحون المسلمون العرب نشر اللغة العربية الفصحى في المدينة بعد أن كانت لغتها سريانية غير بعيدة عن لغتهم، وشهدت حلب نهاية العهد العباسي طفرة كبيرة على كافة المستويات الفكرية والحضارية والثقافية، تميزت خلاله بصناعة الالبسة وبناء العمارات العالية والمساجد الفريدة، وأقوى ذكر تاريخي لحلب عندما صارت عاصمة الحمدانيين بقيادة سيف الدولة الحمداني الذي بناها وجعلها عاصمة الفن والشعراء والأدباء، ويكفي حلب فخرا ان امتدحها نجم البلاط الحمداني أبو الطيب المتنبي عندما قال: (كلما رحبت بنا الروض قلنا حلب قصدنا وأنت السبيل). وتعرضت المدينة لحصار خانق من الرومان عام 353 ه انتهى باحتلالها وحرقها وتدميرها وافقارها من اهلها ما بين قتيل واسير، وعندما عاد سيف الدولة إلى مدينته -حيث انه كان غائبا عنها أثناء فترة الحصار- ووجدها خاوية على عروشها قام باعادة بنائها واستقدم بعض من اهالي قنسرين ليساعدوه في إعادة حلب إلى مجدها، ثم توفي سيف الدولة بعدها ليترك حلب قرنين من الضياع والفوضى، توالى خلاله على حكمها الفاطميون والمرداسيون وفترة تزايد خلالها النفوذ التركي فيها والسلاجقة وشهدت المدينة خلال هذه الفترة خضاعا حزينا للروم ثم اتت الحملات الصليبية التي اجتاحت حلب عام 1108 م. ولم ينته عصر الفوضى والضياع الا بظهور الأمير عماد الدين وابنه نور الدين الزنكي حينها أصبحت حلب مركز المقاومة الإسلامية ضد الفرنجة، فقد بدأت أحوال حلب بالتحسن وزال عنها الضيم، ثم جاء زلزال حلب المدمر عام 1138 م الذي يعد رابع أقوى زلزال في التاريخ من حيث الخسائر وراح ضحيته أكثر من 230 الف إنسان ناهيك عن الدمار الشبه كامل الذي حل بالمدينة، وقد قام نور الدين على إثر هذا الزلزال بأعمال عمرانية كبيرة داخل المدينة وفي الأسوار فأعاد بناء القلعة حتى أخذت شكلها النهائي الذي نراها عليه اليوم تقريبا.

## العهد الايوبي
بعد انتهاء الفترة النورية ضمت حلب إلى الحكم الأيوبي على يد صلاح الدين الأيوبي فأسس الملك غازي بن صلاح الدين مملكة قوية شهدت خلالها مدينة حلب تظاهرة علمية فريدة فبنوا البيمارستانات والمدارس، فمعظم المباني الأثرية في حلب تعود للفترة النورية الأيوبية وفي عام 1260 م تعرضت حلب للهجوم على يد المغول وقائدهم هولاكو فاحتلت المدينة بعد حصار دام عدة أيام، استقلت حلب عن الدولة المملوكية المركزية في القاهرة عندما قام الملك الظاهر بيبرس المملوكي بإعلان الانفصال، وأرسل قواته في خريف عام 1261 لاستعادة المدينة. في تشرين الأول لعام 1271 م هاجم المغول مرةً أخرى حلب بجيشٍ يضم عشرة آلاف فارس قادمين من الأناضول بعد هزيمتهم للتركمان الذي حاولوا المساعدة في حماية المدينة، ونجحوا في احتلالها وتقدموا نحو حماة، لكن الظاهر بيبرس أعد جيشاً قوريا تمكن من إجبار المغول عن الجلاء عن حلب مرة أخرى. استولى المغول مجدداً على المدينة في 20 تشرين الأول 1280 وعاثوا فيها فساداً وتدميراً في الجوامع والأسواق، وهرب السكان نحو دمشق، ليقوم القائد المملوكي سيف الدين قلاوون بتجهيز قواته للرد، وما إنو رأى المغول الجحافل تتقدم حتى تراجعو هرباً إلى ما بعد نهر الفرات. ولكن المغول لم يبقوا طويلاَ حتى تم طردهم على إثر معركة عين جالوت عام 1212 م ولكن غارات المغول لم تنته فقد تعرضت حلب لهجومهم في الأعوام التالية 1300 -1301-1302-1304 م، وفي عام 1400 م تعرضت المدينة للهجوم على يد تيمورلنك فهدم السور وأجزاء كبيرة من الأحياء فنهبها وأخذ معه إلى سمرقند ما فيها من أيدي ماهرة وصناع، بعد إباحتها لجنده ثلاثة أيام ويقال انه قام ببناء تلة من جمجمة 20 الف ضحية. وبعد طردهم من حلب آلت للحكم المملوكي، وعاد السكان المسلمون خاصةً ليحتموا في المدينة، أما المسيحيون فقد قام بعضهم ممن لم يستطيعوا الدخول مرة أخرى بإنشاء حي جديد عام 1420 م خارج حدود السور الشمالي تم تسميته بالحي الجديد أو الجديدة. ولعبوا دور همزة الوصل في التجارة بين تجار حلب والمحيط الخارجي لتمتعهم بحماية نسبية من قبل الممالك الصليبية في القدس وانطاكية.

## العهد العثماني
في 24 آب / أغسطس 1516 نشبت معركة مرج دابق بين الجيش العثماني بقيادة السلطان سليم الأول والجيش المملوكي بقيادة قانصوه الغوري، وخلال المعركة انسحب عدد من الأمراء المحليين والولاة المماليك والتحقوا بالعثمانيين وكان منهم جان بردي الغزالي نائب دمشق وجمال الدين اليمن شيخ تنوخ والأمير منصور الشهابي أمير الشهابيين في حوران وحاصبيا وفخر الدين أمير الشوف وعساف التركماني أمير كسروان. بدأت عملية الانسحاب عندما مالت الكفة لصالح العثمانيين. وبعد المعركة سار هؤلاء الأمراء مع السلطان العثماني إلى حلب التي كانت أول مدينة في طريقهم، فخرج الأهالي لاستقباله يوم 29 رجب 992 هـ / 28 آب/أغسطس 1516 م وتجمعوا في الميدان الأزرق حيث قام محافظو القلعة بتسليم مفاتيحها إليه. وأدى السلطان صلاة الجمعة في الجامع الكبير حيث ذكره خطيب الجامع بلقب خادم الحرمين الشريفين. واستولى السلطان على خزائن قانصوه الغوري وكانت تضم مبالغ كبيرة من المال والذهب والفضة وأشياء ثمينة لا تعد ولا تحصى. وخرج الخليفة المتوكل وقاضي القضاة الثلاثة واستقبلهم السلطان سليم فأجلس الخليفة إلى جانبه ولكنه اتخذ اجراءات احترازية لمنعه من الهرب.
 قام السلطان سليم بتنظيم إدارة مدينة حلب، فعين أحد قادته وهو أحمد بن جعفر الملقب بـ قراجا باشا واليا عليها، وبذا تصبح حلب أول ولاية عربية عثمانية، كما عين كمال جلبي قاضيا فيها.
وعلى الرغم من سوء حكم العثمانيين للمدينة وتدهور الحالة الاقتصادية فيها، إلا أن المدينة شهدت نهضة ادبية وفنية وعمرانية كبيرة، كانت حلب ثالث أهم مدينة في الدولة العثمانية بعد القاهرة والقسطنطينية، أصبحت المدينة سوقا رئيسيا في الشرق الأوسط وشكلت عقدة تجارية مهمة بالمنطقة وانفتحت أسواقها على الأسواق الأوروبية وأنشئت فيها معامل كبيرة وضخمة لصنع الاقمشة وسواها، وغدت المدينة في القرن السادس عشر مخزنا للحرير والتوابل والمواد الطبية والبضائع الثمينة،  تعرضت حلب لزلزالين مدمرين عامي 1822 و1830 قضا على ثلث السكان وثلثي الأبنية وعدة مباني اثرية في المدينة مثل
السراي وجامع الأطروش وجامع السلطانية تجاه القلعة مع اصابة القلعة نفسها واجزاء من سورها باضرار بليغة، وقد زارها الشاعر الفرنسي لامرتين بعد الزلزال واطلق عليها اسم اثينا الآسيوية، انقطع الحكم العثماني عن حلب عشر سنوات وهي فترة عاشتها حلب تحت الحكم المصري بعد فتح إبراهيم باشا خديوي مصر وبلاد الشام، وتسلم إسماعيل بك حكم ولاية حلب.

## عهد الانتداب الفرنسي

علم ولاية حلب تحت الانتداب الفرنسي(1920-1925)

بعد الانتداب الفرنسي على سوريا وهزيمة العثمانيين، تم تقسيم سوريا إلى ست دويلات هي دولة دمشق وعاصمتها دمشق ودولة حلب وعاصمتها حلب ودولة جبل الدروز ودولة لبنان الكبير ودولة العلويين وعاصمتها اللاذقية ودولة لواء اسكندرون، في البداية لاقى الفرنسيون بقيادة غورو مقاومة عنيفة قبل تمكنهم من دخول دمشق عام 1920 وكان هذا التقسيم بمثابة عقاب للسوريين على تصديهم لمقاومتهم العنيفة للفرنسيين في معركة ميسلون، كانت ثورة الشمال السوري بقياة إبراهيم هنانو من الاحداث المهمة التي حدثت أثناء الاحتلال الفرنسي لسوريا، قام الفرنسيون باعلان دمشق عاصمة لسوريا استفزازا للحلبيين لجعلهم يرفضون أي فكرة للوحدة مع دمشق، لكن قلة الموارد الاقتصادية والترابط بين أبناء المدن السورية حال دون ذلك، كان أغلب سكان دولة حلب من المسلمين السنة العرب، وتمتد هذه الدولة لتغطي شمال سوريا إضافة لمنطقة حوض نهر الفرات، وهذه المنطقة غنية بالتربة الخصبة والمعادن الثمينة أيضا، كانت الاقليات تعيش بسلام في حلب عاصمة الدولة جنبا إلى جنب مع العرب السنة، ومن أهم الطوائف اليهود والمسيحيين وبعض العلويين والشيعة، واعراق عديدة مثل الأكراد والشركس والاشور وغيرهم، اضف لهذا سكان باقي المحافظات المقيمين في حلب، بعد توحيد حلب مع لواء اسكندرون عام 1923 م ودمشق عام 1924 م بعد هذا بقليل عام 1925 م اندلعت الثورة السورية الكبرى، من جبل الدروز بقيادة سلطان باشا الاطرش وامتدت إلى العديد من المدن السورية، وارادت فرنسا تاديب السوريين من جديد فطلبت من أعضاء البرلمان الحلبي (الموالين لفرنسا) باعلان الانفصال عن دمشق، ولكن الوطنيين في حلب بقيادة إبراهيم هنانو اقاموا الاحتجاجات والتظاهرات والإضرابات احتجاجا على القرار، كما قاموا بقطع الطرق المؤدية للبرلمان يوم التصويت لمنع الأعضاء من الوصول والتصويت على قرارهم المتوقع، ونجحوا بالفعل في احباط هذا المشروع، بعد هذا
تم في عام 1936 اعلان الجمهورية السورية واختيار علم لها يتكون من ثلاث الوان من الأعلى اخضر ثم أبيض ثم اسود وتتوسطه ثلاث نجوم حمراء ترمز لمحافظات دمشق وحلب وديرالزور.